# Кастелсилано
Кастелсилано је насеље у Италији у округу Кротоне, региону Калабрија.
Према процени из 2011. у насељу је живело 991 становника. Насеље се налази на надморској висини од 911 м.

## Становништво
| 1951. | 1961. | 1971. | 1981. | 1991. | 2001. | 2011. |
| ----- | ----- | ----- | ----- | ----- | ----- | ----- |
| 1.999 | 1.778 | 1.553 | 1.448 | 1.400 | 1.273 | 1.034 |